# ناتان شارانسکی
ناتان شارانسکی (به عبری: נתן שרנסקי) زاده ۲۰ ژانویه ۱۹۴۸، دیپلمات اسرائیلی، فعال حقوق بشر و نویسنده است که بین سالهای ۱۹۷۰ تا ۱۹۸۰ به مدت ۹ سال در شوروی زندانی بود. وی مدتی را به عنوان رئیس اجرایی آژانس یهودیان بین سال‌های ۲۰۰۹ تا اوت ۲۰۱۸ خدمت کرد.